# 上博德尼茨
上博德尼茨是德国图林根州的一个市镇。总面积6.51平方公里，总人口256人，其中男性133人，女性123人（2011年12月31日），人口密度39人/平方公里。